# Аксу (Мартукский район)
Аксу (каз. Ақсу) — упразднённое село в Мартукском районе Актюбинской области Казахстана. Ликвидировано в 2012 г. Входило в состав аульного округа Танирберген. Код КАТО — 154651200.

## Население
В 1999 году население села составляло 29 человек (18 мужчин и 11 женщин). По данным переписи 2009 года, в селе проживали 24 человека (12 мужчин и 12 женщин).